# Червоное Парутино
Червоное Парутино (укр. Червоне Парутине) — село в Очаковском районе Николаевской области Украины.
Население по переписи 2001 года составляло 273 человек. Почтовый индекс — 57546. Телефонный код — 5154. Занимает площадь 0,4 км².

## Местный совет
57546, Николаевская обл., Очаковский р-н, с. Матросовка, ул. Николаевская